# Trzciniec (powiat myśliborski)
Trzciniec – osada w Polsce położona w województwie zachodniopomorskim, w powiecie myśliborskim, w gminie Nowogródek Pomorski.
W latach 1975–1998 miejscowość administracyjnie należała do województwa gorzowskiego.
Zobacz też: Trzciniec